# Allakaye
Allakaye este o comună rurală din departamentul Bouza, regiunea Tahoua, Niger, cu o populație de 53.556 de locuitori (2001).